# Leonhard Schaufelberger

Leonhard L. Schaufelberger 1892, Aufnahme: Rasetti.

Ehefrau Marie Swentizki-Schaufelberger.

Leonhard Christian Gottlieb Leonardowitsch Schaufelberger (russisch Леонард Леонардович Шауфельбергер, wissenschaftliche Transliteration Leonard Leonardovič Šaufel'berger; * 10. November 1839 in Sankt Petersburg; † 19. Januar 1894 ebenda) war Russlandschweizer in zweiter Generation, Architekt und klassischer Künstler.

## Leben
Zum Studium der Architektur ging Leonhard Schaufelberger an die ETH Zürich. Hier schloss er sich dem Corps Rhenania an. In den 1880er Jahren baute er u. a. für die Altgläubigen eine Kirche (russisch: Церковь Иконы Божией Матери Знамение) im Nevski-Bezirk von Sankt Petersburg und ein Papierfabrikgebäude an der Newa. Ab 1868 war er Obermeister an der Kaiserlichen Porzellanmanufaktur St. Petersburg, seit 1890 unter Alexander III. Leiter der Kaiserlichen Werkstätten und der Porzellanmanufaktur und als Techniker VI. Klasse im Rang eines Hofrats. Der kunstinteressierte Zar Alexander III., der selbst Bilder restaurierte, arbeitete mit Schaufelberger zusammen. Ab 1883 produzierte die Manufaktur unter Federführung von Schaufelberger und Alexander III. persönlich ein Zeremonien-Service für 50 Personen für den Alexanderpalast in Zarskoje Selo. Das Service ist mit Ornamenten und Allegorien bemalt, die auf Motive der Raffael Loggia des Winterpalais zurückgreifen, die ihrerseits auf Ansinnen Katharina II. unter Vorbildnahme der Stanzen des Raffael im Vatikan für das Winterpalais in Sankt Petersburg kopiert wurde. Die fertigen Teile wurden dem Zaren jedes Jahr zu Weihnachten überreicht. 1903 war das Service komplett. Schaufelberger war mit Maria Emilie Swentizki, einer illegitimen Tochter Alexanders II., verheiratet und hatte drei Söhne, Arnold-Sergius, Leonhard-Alfred und Walter, sowie eine Tochter, Olga. Er wurde mit den St. Anna-Orden Stufe 2 und 3, und den St. Stanislaw-Orden Stufe 2 und 3 ausgezeichnet, das war die höchste Auszeichnung, die ein Ausländer in Russland erhalten konnte.